# 龙安府
龙安府，明朝时设置的府。

龙安府在四川省的位置（1820年）

元朝称之为龙安州，属于广元路。明朝初期，设立龙州宣慰司。洪武六年十二月，朱元璋设立为龙州。洪武十四年正月，改为松潘等处安抚司。洪武二十年正月，改为龙州。洪武二十二年九月，改为龙州军民千户所。洪武二十八年十月升龙州军民指挥使司，后恢复为龙州。宣德七年，改为龙州宣抚司。嘉靖四十五年十二月，改为龙安府，下辖三个县：平武縣（本名寧武縣）、江油縣、石泉縣。
清朝时，评价：繁。顺治初年，沿明制，下领三县。雍正九年（1731年），增领绵州的彰明县。终清一朝，下领一土司、四县：平武县、江油县、石泉縣、彰明县。辛亥革命后，全国废府，故废。

## 延伸阅读
[在维基数据编辑]
 《欽定古今圖書集成·方輿彙編·職方典·龍安府部》，出自陈梦雷《古今圖書集成》